# Tore Brunborg

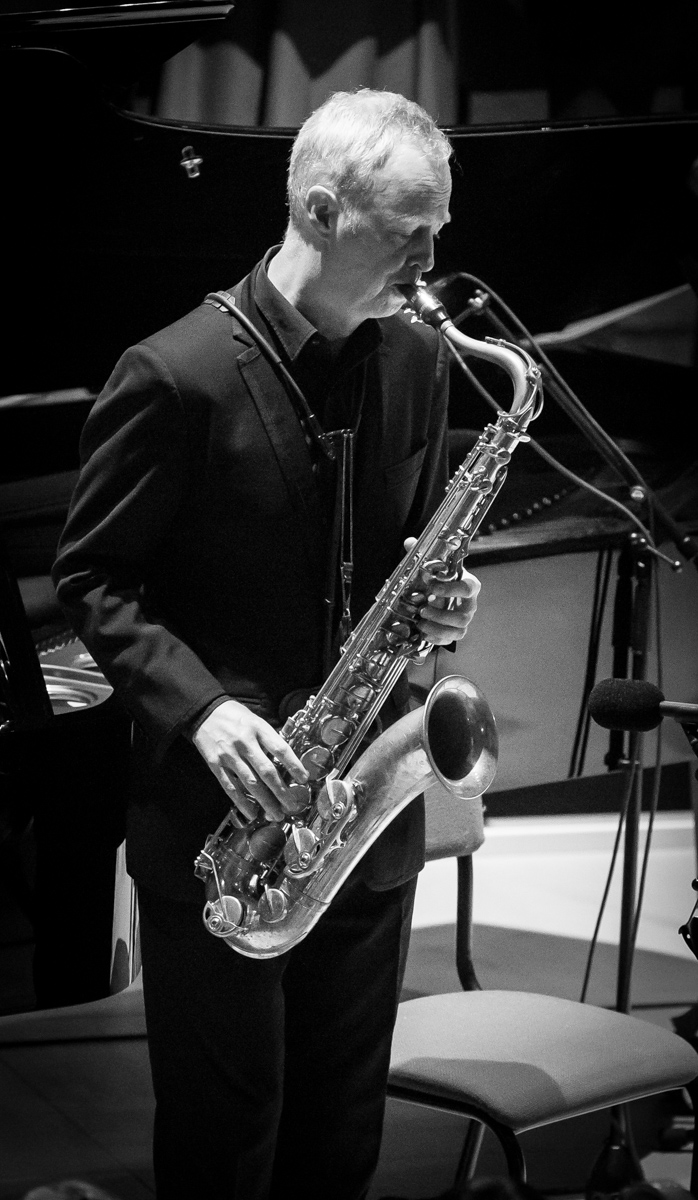
Tore Brunborg, 2016

Tore Brunborg (* 20. Mai 1960 in Trondheim) ist ein norwegischer Jazz-Saxophonist.

## Leben und Wirken
Brunborg wuchs in Voss auf und kam 1979 nach Bergen, wo er Mitglied des Knut Kristiansen / Per Jørgensen Quintet wurde. Nach dem Besuch der Toneheim Folkehøgskole absolvierte er von 1980 bis 1983 ein Jazzstudium am Institut für Musik in Trondheim. Bereits während der Studienzeit war er in zahlreichen Bands aktiv: der Gunnar Berg’s Kapell, dem Bjørn Klakegg Quintet, dem Trondheim Sympatiorkester, dem Per Husby Quintet, Espen Rud's Kråbøl und dem Jazz Punk Ensemble.
1982 trat er dem Quintett von Arild Andersen und Jon Christensen bei, das seit 1983 als Masqualero bekannt wurde. Mit dieser Band bereiste er Europa und die USA. Er spielte 1983 mit Jon Eberson und 1984 mit Espen Rud eine LP ein und arbeitete in der Folgezeit mit der Trondheimer Band Plumbo, der Gruppe von Bo Stief in Kopenhagen, 1985 bis 1986 mit dem Little Frøen Saxophone Quartet und 1986 bis 1987 mit der Bjørn Alterhaug Band. Es folgten Aufnahmen für Odin mit dem Vigleik Storaas Quartet und der Gruppe Oslo 13. Daneben arbeitete er mit Alfred Janson, Jon Balke und Chick Lyall.
1989 wurde er Mitglied des Rita Marcotulli Quartet und arbeitete ab 1990 mit der Kjersti Stubø Band, ab 1992 mit der Band Ab und Zu und ab 1993 mit Jon Balkes Magnetic North Orchestra. Er spielte Aufnahmen mit Arild Andersen, Knut Kristiansen, Knut Værnes und Lars Danielsson, Mikhail Alperin, Jan Gunnar Hoff, Anders Kjellberg und Billy Cobham ein. 1997 brachte er mit Kjetil Bjerkestrand das erste Album (Prima Luna) unter eigenem Namen heraus.
2012 wurde er mit dem Buddyprisen, dem wichtigsten Jazzpreis Norwegens, ausgezeichnet.

## Diskographische Hinweise
- 1993: Tid (Curling Legs, mit Bugge Wesseltoft und Jon Christensen)
- 1997: Prima Luna (Kirkelig Kulturverksted, mit Kjetil Bjerkestrand)
- 1998: Orbit (Curling Legs, mit Jarle Vespestad)
- 2003: Gravity (Vossa Jazz Records, mit Bugge Wesseltoft, Lars Danielsson und Anders Engen)
- 2009: Lucid Grey (Dravle Records)
- 2011: Scent Of Soil (Hubro, mit Kirsti Huke)
- 2012: Extended Circle (ECM, mit Tord Gustavsen, Mats Eilertsen, Jarle Vespestad )
- 2015: Snow Slow (ACT, mit Eivind Aarset, Steinar Raknes, Per Oddvar Johansen)

### Kollaborationen
mit Manu Katché
- 2010: Third Round (ECM, mit Pino Palladino, Jason Rebello, Jacob Young, Kami Lyle)
- 2012: Manu Katché (ECM, mit Nils Petter Molvaer, Jim Watson)
- 2014: Live In Concert (ACT, mit Luca Aquino, Jim Watson)

mit Masqualero
- 1983: Masqualero (Odin)
- 1983: Bande À Part (ECM)
- 1988: Aero (ECM)
- 1991: Re-Enter (ECM)